# She Sells Sanctuary
«She Sells Sanctuary» es una canción de la banda inglesa de rock The Cult. Pertenece a su álbum de 1985 Love y se lanzó como sencillo en mayo de ese mismo año, tras lo que ingresó en el puesto número quince de la UK Singles Chart. La banda ha lanzado varias versiones del tema. Aparte del sencillo en 7" original, existen tres variantes lanzadas en 12" en aquel entonces: la «versión larga», la «mezcla Howling» y «Assault on Sanctuary».
En 1993 se lanzaron más mezclas en dos CDs diferentes, cada uno llamado «Sanctuary MCMXCIII, volúmenes 1 y 2». La mezcla «Sundance» fue hecha por Butch Vig, quien había trabajado previamente en el álbum de Nirvana Nevermind. La remezcla «Dog Star Rising» fue hecha por Youth, quien produjo el octavo álbum del grupo, Born into This. «She Sells Sanctuary» fue la última canción grabada con el baterista Nigel Preston, despedido del grupo poco después del lanzamiento. En 2009 se incluyeron dos versiones no lanzadas antes, un demo y la «Olympic Rough Mix» se incluyeron en un paquete de cuatro discos, la edición Omnibus de Love.